# 스핏파이어 그릴
《스핏파이어 그릴》(영어: The Spitfire Grill)는 1996년에 개봉한 미국 영화이다.

## 출연
- 앨리슨 엘리엇 - 펄시 탤버트
- 엘런 버스틴 - 해나 퍼거슨
- 마샤 게이 하든 - 셸비 고더드
- 윌 패튼 - 네움 고더드
- 키런 멀로니 - 조 스펄링
- 게일라드 사테인 - 게리 월시

## 한국판 성우진(KBS) (2013년 1월 11일)
- 배정미 - 펄시 탤버트(앨리슨 엘리엇)
- 이경자 - 해나 퍼거슨(엘런 버스틴)
- 차명화 - 셸비 고더드(마샤 게이 하든)
- 유해무 - 게리 월시(게일라드 사테인)
- 이진화 - 에피 캣쇼(루이즈 드 코르미에)
- 윤세웅 - 네움 고더드(윌 패튼)
- 방우호 - 조 스펄링(키런 멀로니)
- 사성웅 - 미샤크(샘 로이드)
- 양유진 - 졸렌(리사 루이스 랭포드)
- 조규준 - 경찰(짐 호그)
- 김소희 - 몰리(링컨 그로우)